# گیلرمو لئون والنسیا
گیلرمو لئون والنسیا (به انگلیسی: Guillermo León Valencia) (زاده ۲۷ آوریل ۱۹۰۹ – درگذشته ۴ نوامبر ۱۹۷۱) یک سیاستمدار اهل کلمبیا و بیست و یکمین رئیس‌جمهور کلمبیا از سال ۱۹۶۲ تا ۱۹۶۶ بود.